# 東平洲公眾碼頭
東平洲公眾碼頭（英語：Tung Peng Chau Public Pier）是位於香港新界大鵬灣東平洲的碼頭，是東平洲唯一回市區的交通設施，逢星期六、日只有2至3個班次出入。東平洲公眾碼頭有一條渡輪航線，來往東平洲至馬料水。
政府計劃重建東平洲公眾碼頭，預計2023年年中開工，2026年完工。

## 站外鏈結
- 東平洲公眾碼頭圖片